# اسپرس بیابانی شن‌دوست
اسپرس بیابانی شن‌دوست (نام علمی: Onobrychis aucheri subsp. psammophila) نام یک زیر گونه از سرده اسپرس است.